# Olanchito
 Olanchito  is een gemeente (gemeentecode 1807) met 110.000 inwoners, in het Latijns-Amerikaanse land Honduras in het departement Yoro.

## Bevolking
De bevolking is als volgt verdeeld:
| Vrouwen | 56.794 | 51,4% |
| Mannen  | 53.643 | 48,6% |

## Dorpen
De gemeente bestaat uit 68 dorpen (aldea), waarvan de grootste qua inwoneraantal: Olanchito  (code 180701), Tepusteca (180769) en Agua Caliente (180703).